# Distretto di Asillo
Il distretto di Asillo è un distretto del Perù, facente parte della provincia di Azángaro, nella regione di Puno.